# Stănculești (okręg Hunedoara)
Stănculești – wieś w Rumunii, w okręgu Hunedoara, w gminie Bulzeștii de Sus. W 2011 roku liczyła 15 mieszkańców.